# Wieża zegarowa w Prisztinie
Wieża zegarowa w Prisztinie (alb. Sahat Kulla në Prishtinë, serb. Сахат кула/Sahat kula) – wieża w historycznej części Prisztiny, w pobliżu meczetu Jashara Paszy.

## Historia
Wieża została zbudowana pod koniec XIX wieku na miejscu pierwotnego budynku, który został zniszczony przez pożar. Podczas budowy wieży częściowo wykorzystano oryginalny kamień po spalonym budynku. Na szczycie wieży umieszczono dzwon sprowadzony z Rumunii. Znajdował się na nim rumuński napis informujący, że wykonano go w 1794 roku dla wojewody mołdawskiego. Niestety został skradziony w 2001 roku. W listopadzie 2002 roku francuska firma PRÊTRE & Fils z Mamirolle na prośbę sztabu generalnego przeprowadziła remont wieży. Zostały wówczas zamontowane 4 nowe tarcze zegarowe (średnica 2 m), zegar radiowy wybijający godziny i kwadranse oraz nowy 130-kilowy dzwonek.

## Opis
Wieża ma 26 metrów wysokości i sześciokątny plan. Do wysokości 15 metrów użyto piaskowca, a powyżej cegły. Dach wykonany jest z ołowiu i drewna. Wewnątrz wieży znajdują się spiralne schody zbudowane z kamienia i drewna.